# Dina Mergeron
Dina Mergeron (anciennement Abbott) est un personnage de fiction du feuilleton télévisé Les Feux de l'amour. Il est interprété par Marla Adams d'avril 1983 à juillet 1986. Elle est revenue en tant qu'invitée pour quelques épisodes en avril 1991, mai 1996 et le 14, 17 et 18 novembre 2008 et du 3 mai 2017 au 24 décembre 2020 sur une base récurrente.

## Interprète
Marla Adams (1983 à 1986, 1991, 1996, 2008, 2017 à 2020)

## Biographie
Dina était la première épouse du fondateur de Jabot, John Abbott. Elle est la mère de Jack, Ashley et Traci Abbott. Dina venait d’une famille de la classe supérieure de Genoa City. Elle était très proche de Katherine Chancellor; un excellent exemple est venu quand ils prenaient le thé au Chancellor Estate et se sont souvenus du jour où Dina et John ont demandé à Katherine d’être la marraine d’Ashley quelques jours après sa naissance. Il a été révélé que c’était Katherine qui avait donné à Ashley le deuxième prénom de Suzanne en hommage à une ancienne amie proche au lycée qui était décédée parce qu’elle était une telle « beauté ».
Il avait également été noté de manière comique au fil des ans que Dina, John, Katherine, Joanna Manning, Neil Fenmore, Stuart Brooks et Gary Reynolds étaient allés au même lycée et avaient développé une forte amitié au-delà de ces années. Dina a quitté John pour élever leurs enfants seul. Grâce à sa gouvernante, Mamie Johnson, il a eu l’aide dont il avait besoin.

### Le retour de Dina
En 1983, Dina est la veuve d’un riche baron des cosmétiques, Marcel Mergeron. Elle est revenue à Genoa City en tant que mystérieuse « Madame Mergeron », choquant la famille Abbott lorsque son identité a été révélée. À la tête de sa propre entreprise de cosmétiques, elle a tenté sans succès d’acheter Jabot Cosmetics. Quand elle était en ville, un secret a également révélé qu’Ashley n’était pas la fille de John. Dina était aux côtés de Jack après qu’il a été abattu par sa première femme, Patty Williams.

### Brent le père biologique d’Ashley
Quand Ashley a accepté la demande en mariage du peintre parisien Eric Garrison et que ses affaires sont arrivées de Paris, Ashley a trouvé parmi eux une peinture de sa mère qui était signée, « All My Love, Eric ». Ashley a rapidement rompu avec Eric et est tombée amoureuse de Marc Mergeron, qui s’est avéré être le beau-fils de Dina. L’ancien joueur de tennis professionnel du Genoa City Country Club, Brent Davis, est revenu en ville et a commencé une liaison avec Katherine Chancellor. Quand il a découvert qu’il était mourant, Brent a voulu révéler qu’il avait été l’amant de Dina et était le père biologique d’Ashley. Dina et Kay ont essayé de l’en dissuader, mais Ashley a été traumatisée par la nouvelle quand il lui a dit, et elle a fini par perdre la mémoire dans un restaurant au bord de la route, où elle a pris le nom de « Annie » et a travaillé comme serveuse. Lorsque Brent et Kay sont revenus de vacances ensemble, Dina a confronté Brent à propos de ce qu’il avait fait. Dina a tiré sur Brent mais l’a manqué, et Kay a été abattue à la place. Jack a compris ce qui s’était passé, et lui et sa femme de l’époque, Jill Abbott, ont confronté Dina. Dina et John ont commencé à chercher Ashley. Un chauffeur de camion a vu l’un de leurs dépliants, est a compris qui était vraiment « Annie » et a offert où elle se trouvait à John contre une rançon. Victor Newman a fini par la trouver au restaurant et l’a ramenée chez elle. Ashley a pardonné à Brent juste avant sa mort, et elle a juré que John Abbott ne le saura jamais. À l’époque, seuls Ashley, Dina, Jack, Jill, Katherine et Victor connaissaient la véritable filiation d’Ashley. Dina a disparu de l’histoire avec l’hypothèse qu’elle était revenue à Paris après avoir été jalouse de la nouvelle amitié de John avec Joanna Manning.

### Allées venues de Dina
Lorsque Traci se remarie avec Brad Carlton en 1991, Dina surprend tout le monde en se présentant et, une fois de plus, John est fasciné par sa classe. Alors que Jack était ravi de son retour, Ashley et Traci ont toutes les deux de la rancœur envers leur mère pour son absence. John, seul après son divorce avec Jill, a rapidement demandé en mariage, et Dina est cette dernière a accepté. Mais Jill était méfiante et a engagé Paul Williams pour enquêter sur les allées et venues de Dina. Il s’est avéré que Dina était fauché après une série de mauvaises affaires avec de riches amants et Jill a insisté sur le fait que Dina ne cherchait que l’argent de John. Dina a insisté sur le fait que ce n’était pas le cas, mais John a refusé de croire le contraire. Dina a fait ses adieux à ses enfants une fois de plus et est partie pour desraisons inconnues.
En 1996, à la demande de Katherine, Dina est réapparue à Genoa City, toujours belle aussi mais déterminée à rattraper les erreurs du passé. Dina a appris que l’ancienne secrétaire de John, Audrey North, avait menti des années auparavant sur le fait d’avoir eu une liaison avec John, ce qui avait amené Dina à le quitter en premier lieu. John a repris sa romance avec Dina. Bien que Jack soit ravi que ses parents soient à nouveau ensemble, Ashley et Traci s’y opposent. Le stress que John a subi en traitant avec Jill, lui a causé un accident vasculaire cérébral. Cependant, il s’est rapidement rétabli. Jill et John ont finalement accepté de divorcer, et Jill a fait des plans pour vivre dans une nouvelle maison avec son fils, Billy. Dina a surpris sa famille en quittant soudainement la ville, souffrant de la culpabilité du mal qu’elle avait causé à sa famille.
Dina est retournée à Paris, pour dirigeant Mergeron Cosmetics. Elle a été mentionnée lorsque John emprisonné a confondu sa dernière femme, Gloria Bardwell, avec Dina que Jack lui a fait « renier » de son testament. En 2006, Dina et Mamie ont envoyé des fleurs en mémoire de John, car elles n’ont pas pu assister à ses funérailles. En 2008, Dina est retournée à Genoa City pour les funérailles de Katherine, alors qu’en réalité son sosie, Marge Cotrooke, était vraiment celle qui est morte. Elle a eu la chance de rencontrer la femme de Jack à l’époque, Sharon Abbott, et de renouer avec ses enfants. Après les funérailles, Dina est partie assister à une collecte de charité à Palm Springs. En 2009, Dina a également envoyé des fleurs pour les funérailles de sa petite-fille Colleen, car elle n’a pas pu y assister car elle était en croisière.

### Retour de Dina et manipulation de Graham
En 2017, Dina décide de vendre son entreprise et rencontre Devon Hamilton et Neil Winters, qui cherchent à l’acheter. L’expérience de Neil en tant que PDJ n’impressionne pas Dina, mais le lien de Devon avec Katherine Chancellor le fait parce qu’il est son petit-fils. Ashley, toujours rancunière envers sa mère, organise un dîner de famille. Tracy arrive de New York pour se rendre à une séance de dédicace et est ravie de voir sa mère après toutes ces années. Ashley se demande encore si quelque chose ne va pas avec la visite de sa mère, mais ne peut pas mettre le doigt dessus. Le dîner se passe bien et la soirée se termine avec la famille prenant un « selfie ». Graham, le compagnon de Dina, semble contrôler Dina et cela commence à déranger Jack et Ashley. Abby Newman, la fille d’Ashley, rencontre enfin sa grand-mère et avoue qu’elle l’a appelée il y a quelques jours pour lui dire qu’elle venait de Newman (juste pour entendre sa voix) mais au lieu de cela, Dina (ne sachant pas qui elle est) lui dit qu’elle peut dire à Victor qu’en aucun cas elle ne lui vendra son entreprise et raccroche. La personnalité de Dina a changé au fil des ans et Ashley commence à penser que quelque chose se passe avec Graham et le confronte avant qu’ils ne retournent à Paris et laisse entendre qu’il est après l’argent de sa mère. Il est consterné par l’accusation et lui assure qu’il ne cherche pas son argent. Ashley rend visite à sa mère dans sa chambre d’hôtel une dernière fois avant de partir pour la convaincre de rester, mais Dina dit qu’elle part. Alors qu’Ashley sort, Dina lui dit de dire au revoir à Abby. Cela déclenche Ashley et elle lui dit qu’elle n’a pas la décence de dire au revoir à sa petite-fille elle-même et qu’elle quitte sa vie comme elle l’a fait avec ses enfants il y a longtemps. Abby apprend par Jack que Dina retourne à Paris et est gênée de ne pas lui avoir dit au revoir. Elle se rend à l’Athletic Club et la voit avant de partir et lui demande de rester, mais Dina dit refuse.
Cependant, Graham a essayé de garder Dina loin des Abbott, et il a finalement été révélé que la mère de Graham sortait avec Brent Davis, et que Graham était le fils adoptif de Brent. Ils détestaient et blâmaient Dina pour l’abandon de Brent. Graham a appris plus tard de Dina qu’Ashley n’était pas la fille biologique de John et a trompé Dina pour qu’elle le révèle publiquement.
Les Abbott ont essayé d’éloigner Graham de Dina, mais il a été révélé que Graham avait son mot à dire sur où et qui Dina voyait puisqu’elle était malade et qu’il était son mari. Dina a finalement vu Graham pour ce qu’il était, et ils se sont disputés. Pendant la dispute, Dina s’est effondrée et Graham l’a presque laissée mourir, mais Ashley est venue et Graham a été forcé de l’aider à sauver Dina.
Dina a été emmenée à l’hôpital, puis Graham l’a sortie de l’hôpital et a quitté la ville avec elle. Jack et Ashley ont retrouvé Graham et il les a laissés ramener Dina à la maison.

### Maladie de Dina
En octobre 2017, Dina révèle accidentellement la véritable paternité d’Ashley, elle a un accident vasculaire cérébral et est transportée en Floride par son compagnon Graham qui se révèle être le beau-fils de Brent Davis, qui ne cherchait Dina que pour son argent, après s’être sentie abandonnée par Brent. Jack et Ashley la trouvent et l’emmènent à Genoa City. Dina (au milieu de la maladie d’Alzheimer) brûle accidentellement le bar de Nicholas Newman. Dina avoue ensuite avoir la maladie d’Alzheimer à sa famille le jour de Thanksgiving, les amenant tous à se rassembler pour elle. Dina a des pertes de mémoire fréquentes et des sautes d’humeur. En janvier 2018, Dina s’installe temporairement à Paris avec Abby.
En mars 2018, Dina se perd à Paris, ce qui cause de la détresse à Jack et Ashley. Dina est retrouvée, et Jack décide de ramener Dina à la maison. Abby tente de faire un mémoire de Dina et commence à la filmer, pour essayer de capturer les moments de clarté et de témérité de Dina. Dans l’un de ces enregistrements vidéo, Dina, révèle que Jack n’est pas le fils de John Abbott, identifiant plus tard à tort Phillip Chancellor pour le père de Jack. Cependant, en octobre, il est révélé que Jack est en fait le fils de John Abbott, car il s’agissait d’une ruse créée par Ashley pour prendre le contrôle de Jabot. Pendant les vacances, la mémoire de Dina reste éparpillée, mais elle parvient à partager un agréable Noël avec Jack, surtout celui où elle est restée à la maison avec lui pendant que son père travaillait plutôt que de rencontrer des amis au country club.
En mai 2019, Dina entre dans un établissement de soins à Genoa City.
Le 16 octobre 2020, Dina est décédée à la résidence des Abbott.